# Машель
Машель (словен. Mašelj) — поселення в общині Семич, регіон Південно-Східна Словенія, Словенія.